# اچ‌ام‌اس گلینر (اچ۸۶)
اچ‌ام‌اس گلینر (اچ۸۶) (به انگلیسی: HMS Gleaner (H86)) یک کشتی است که طول آن 14.8 m می‌باشد. این کشتی در سال ۱۹۸۳ ساخته شد.